# Miaphysisme
 (septembre 2023).
Le miaphysisme est un néologisme utilisé depuis le début du XXIe siècle pour désigner une théologie auparavant considérée comme monophysite. Il distingue ainsi la doctrine déclarée hérétique au concile de Chalcédoine de celle professée jusqu'à nos jours par les Églises des trois conciles.

Schéma des principales divergences christologiques, d'après Eliade.

## Contexte
Dans le cadre des controverses christologiques du Ve siècle, le monophysisme  d'Eutychès (378c-454c) enseignait qu'il n'y a qu'une nature en Jésus-Christ, la nature divine, par laquelle a été absorbée la nature humaine « comme une goutte d'eau l'est par la mer ». 
Cette doctrine christologique fut développée au Ve et VIe siècles par Dioscore, patriarche d'Alexandrie de 444 à 451 ou 454, puis par Sévère, patriarche d'Antioche de 512 à 518, à partir de la formule promue par Cyrille d'Alexandrie (375c-444) :

« μία φύσις τοῦ θεοῦ λόγου σεσαρκωμένη

(mía phýsis toû theoû lógou sesarkōménē, 'Une est la nature (mia physis) incarnée de Dieu le Verbe'). »

Sévère d'Antioche exposait la doctrine ainsi, suivant le rapport de l’évêque jacobite Bar Hebraeus (1226-1286) :

« En Jésus-Christ, il n’y a qu’une nature, la divine et l’humaine, sans confusion, sans mélange et sans corruption, et qui demeurent ce qu’elles étaient ; de même que la nature de l’homme est de deux natures, de l’âme et du corps ; et que le corps est aussi composé de deux natures, la matière et la forme, sans que l’âme soit changée au corps et la matière en la forme. »

C'est cette doctrine que développait Jean Philopon (490c-570c, en arabe Yaḥyā al-Naḥwī ou Jean le Grammairien) dans ses Tmimata :

« Aussi nous ne disons pas qu’il y a une nature ou une hypostase de la divinité et de l’humanité, mais bien du Christ composé ; car nous confessons et nous adorons [le Christ en une seule nature] ou hypostase, en tant que composé. Nous n’admettons point la destruction de l’une, ni la confusion [ou le mélange] des deux. […] nous croyons que le Verbe de Dieu s’est incarné de telle sorte qu’il y a eu union de la nature divine et de l’humanité »

Ces formules s'éloignent cependant de la doctrine d'Eutychès et expriment que le Fils a une nature humaine et une nature divine sans séparation et sans changement et avec une seule volonté.